# Aérodrome de Saint-Inglevert - Les deux Caps
L’aérodrome de Saint-Inglevert - Les deux Caps (code OACI : LFIS) est un aérodrome ouvert à la circulation aérienne publique (CAP), situé à 0,5 km au nord-nord-ouest de Saint-Inglevert dans le Pas-de-Calais (région Hauts-de-France, France).
Il est utilisé pour la pratique d’activités de loisirs et de tourisme (aviation légère et aéromodélisme).

## Histoire
L'aérodrome de Saint-Inglevert, du fait de son passé aéronautique depuis son utilisation pendant la Première Guerre mondiale par le Royal Flying Corps jusqu'à l'arrivée des allemands pendant la Seconde Guerre mondiale fait ainsi partie du patrimoine aéronautique français.

## Installations
L’aérodrome dispose d’une piste bitumée orientée sud-nord (03/21), longue de 603 mètres et large de 40 mètres, construite par les allemands durant la seconde guerre mondiale.
L’aérodrome n’est pas contrôlé. Les communications s’effectuent en auto-information sur la fréquence 123,500 MHz. Il est agréé avec limitations pour le vol à vue.
S’y ajoutent :
- une aire de stationnement ;
- un hangar[3].

## Activités
- Aéroclub du Boulonnais
- Aéromodélisme